# آژیر کاذب
آژیر کاذب (به انگلیسی: False Alarm) اعلام وضعیت اضطراری اشتباه بوده که باعث وحشت غیرضروری یا انتقال منابع (مانند خدمات اضطراری) به جایی که مورد نیاز نیستند می‌شود. هشدارهای کاذب ممکن است با دزدگیرهای مسکونی، آشکارسازهای دود، هشدارهای صنعتی و ... رخ دهد. هشدارهای کاذب این پتانسیل را دارد که امدادگران  را در تشخیص مواقع اضطراری واقعی دچار اشتباه کنند، که در نهایت می تواند منجر به از دست دادن جان افراد شود. در برخی موارد، هشدارهای کاذب مکرر در یک منطقه خاص ممکن است باعث شود سرنشینان دچار خستگی هشدار شوند و شروع به نادیده گرفتن بیشتر آلارم‌ها کنند، زیرا می‌دانند که هر بار احتمالاً اشتباه خواهد بود. فعال کردن هشدارهای اشتباه در مشاغل و مدارس می تواند منجر به اقدامات انضباطی جدی و مجازات های کیفری مانند جریمه نقدی و زندان شود.